# Mad About Music
Mad About Music is een Amerikaanse muziekfilm uit 1938 onder regie van Norman Taurog. Destijds werd de film in Nederland uitgebracht onder de titel De wildzang.

## Verhaal
Het tienermeisje Gloria Harkinson valt buiten de groep op haar kostschool in Zwitserland. Om de aandacht te trekken van haar klasgenoten schrijft ze brieven aan zichzelf die zogezegd afkomstig zijn van haar avontuurlijke vader. De meisjes zijn onder de indruk van haar sterke verhalen, maar ze willen ook kennismaken met haar vader. Ze doet dan maar een beroep op de Britse componist Richard Todd om de rol van haar vader te spelen.

## Rolverdeling
| Acteur           | Personage        |
| ---------------- | ---------------- |
| Deanna Durbin    | Gloria Harkinson |
| Herbert Marshall | Richard Todd     |
| Gail Patrick     | Gwen Taylor      |
| Arthur Treacher  | Tripps           |
| William Frawley  | Dusty Turner     |
| Marcia Mae Jones | Olga             |
| Helen Parrish    | Felice           |
| Jackie Moran     | Tommy            |
| Elisabeth Risdon | Annette Fusenot  |
| Nana Bryant      | Louise Fusenot   |
| Christian Rub    | Pierre           |
| Charles Peck     | Henry            |
| Sid Grauman      | Sid Grauman      |
| Cappy Barra      | Orkestleider     |

## Filmmuziek
- I Love to Whistle
- Ave Maria
- Chapel Bells
- Serenade to the Stars

## Prijzen en nominaties
| Jaar | Prijs  | Categorie              | Genomineerde(n)                 | Uitslag     |
| ---- | ------ | ---------------------- | ------------------------------- | ----------- |
| 1938 | Oscars | Beste productieontwerp | Jack Otterson                   | Genomineerd |
| 1938 | Oscars | Beste camerawerk       | Joseph A. Valentine             | Genomineerd |
| 1938 | Oscars | Beste originele muziek | Charles Previn Frank Skinner    | Genomineerd |
| 1938 | Oscars | Beste verhaal          | Marcella Burke Frederick Kohner | Genomineerd |